# Lasse Sørensen
Lasse Sørensen (ur. 12 lipca 1996) – duński kierowca wyścigowy.

## Kariera

### Formuła Ford
Sørensen rozpoczął karierę w jednomiejscowych samochodach wyścigowych w 2012 roku od startów w duńskiej, nordyckiej oraz holenderskiej edycji Formuły Ford. W edycji holenderskiej odniósł jedno zwycięstwo. Z dorobkiem 44 punktów został sklasyfikowany na siedemnastym miejscu w końcowej klasyfikacji kierowców. W serii nordyckiej był siódmy, a w duńskiej, po siedmiu miejscach na podium i jednym zwycięstwie, piąty. Rok później w Duńskiej Formule Ford wygrał osiem z 23 wyścigów, a w dziewiętnastu wyścigach stawał na podium. Dorobek 383 punktów pozwolił mu zdobyć tytuł wicemistrza serii.

### Francuska Formuła 4
W sezonie 2014 Duńczyk poświęcił się startom w Francuskiej Formule 4. W ciągu 21 wyścigów, w których wystartował, siedemnastokrotnie stawał na podium, w tym ośmiokrotnie na jego najwyższym stopniu. Uzbierane 387 punktów dało mu pierwszy w karierze tytuł mistrzowski.

## Statystyki
| Sezon | Seria                    | Zespół           | Wyścigi | Zwycięstwa | PP | NO | Podium | Punkty | Pozycja |
| ----- | ------------------------ | ---------------- | ------- | ---------- | -- | -- | ------ | ------ | ------- |
| 2012  | Duńska Formuła Ford      | Fluid Motorsport | 21      | 1          | 0  | 0  | 7      | 226    | 5       |
| 2012  | Formuła Ford NEZ         | Fluid Motorsport | 3       | 0          | 0  | 0  | 0      | 16     | 7       |
| 2012  | Holenderska Formuła Ford | Fluid Motorsport | 3       | 1          | 0  | 2  | 1      | 44     | 17      |
| 2013  | Duńska Formuła Ford      |                  | 23      | 8          | 3  | 5  | 19     | 383    | 2       |
| 2014  | Francuska Formuła 4      |                  | 21      | 8          | 5  | 9  | 17     | 387    | 1       |